# Macieira (Lousada)
Macieira es una freguesia portuguesa del concelho de Lousada, con 1,42 km² de superficie y 1.421 habitantes (2001). Su densidad de población es de 1 000,7 hab/km².